# Język tarifit
Język tarifit (arab. rifia) – język berberyjski używany przez 1,7 mln osób w północnej Afryce, z czego 1,5 mln w Maroku. Nazwa języka pochodzi od gór Rif. Język tarifit zapisywany jest oficjalnie alfabetem tifinagh, w użyciu jest również pismo arabskie i alfabet łaciński.

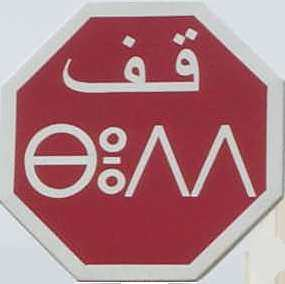
Marokański znak stopu w języku arabskim i tarifit
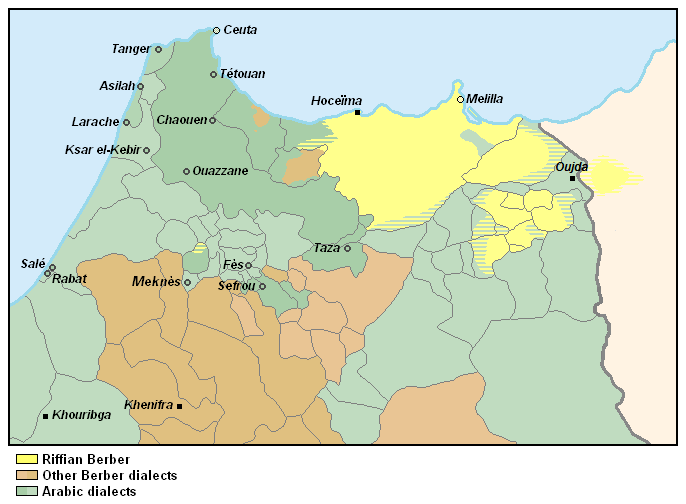
Zasięg języka zaznaczony na żółto